# Härkärivier (Kesäsrivier)
De Härkärivier (Härkäjoki) is een rivier die stroomt in de Zweedse gemeente Kiruna. De rivier ontstaat in een vallei tussen drie bergen, aan de westzijde de Kouvi Härkävaara en de Mänty Härkävaara, aan de oostzijde de Ounistunturi van 589 meter hoog. De rivier stroomt naar het noorden weg en belandt al vrij snel in het Härkäjärvi, ze stroomt het meer door, doet het moeras Härkävuoma aan, maar blijft noordwaarts stromen. Ze is ongeveer 8 kilometer lang.
Afwatering: Härkärivier → Kesäsrivier → Lainiorivier → Torne → Botnische Golf